# نیما پتگر
نیما پتگر (زادهٔ ۱ اسفند ۱۳۲۵ – درگذشتهٔ ۵ فروردین ۱۳۹۴)، نقاش و تصویرگر معاصر و و فرزند علی‌اصغر پتگر و برادرزاده جعفر پتگر از نقاشان برجسته بود.

## زندگی‌نامه
نیما پتگر در اول اسفند ۱۳۲۵ در تهران به دنیا آمد. پدر وی علی‌اصغر پتگر نقاشی سرشناس بود و در سبک رئالیسم کار می‌کرد. نیما، طراحی را نزد پدرش آموخت. پدر وی، همچنین در کنار نقاشی روابطی نزدیک با اهالی ادب داشت و در خیابان منوچهری تهران کارگاهی افتتاح کرد که محل دیدار بسیاری از شاعران و نویسندگان، از جمله شهریار، نیما یوشیج، صادق هدایت و بزرگ علوی شد. رفت‌وآمد با چهره‌های برجسته ادبیات در زندگی نیما پتگر و برادرانش نیز تأثیرگذار بود. در نتیجه او از نقاشانی شد که رابطه‌ای نزدیک با اهل ادبیات داشتند. پس از فراگیری طراحی نزد پدر خویش از سال ۱۳۳۴ به کار تدریس در کلاس‌های آزاد هنری پرداخت. در سال ۱۳۴۷ برای تحصیلات آکادمیک به ایتالیا سفر کرد. در سال ۱۳۴۸ وارد آکادمی هنرهای زیبای رم در رشته مجسمه‌سازی شد و زیر نظر استادش امیلیو گرکو به آموختن هنر مجسمه‌سازی و فن طراحی با مرکب پرداخت. وی در سال ۱۳۵۲ از فرهنگستان هنرهای زیبای رم فارغ‌التحصیل شد. در ‎۱۳۵۳–۱۳۵۴ دوره طراحی فیگور و در ‎۱۳۵۴–۱۳۵۵ دوره نقاشی را گذراند و در ۱۳۵۵ به ایران بازگشت. او در تمام این سال‌ها در آتلیه هنری خود به خلق آثار و تدریس اشتغال داشت. نیما پتگر در ‎۱۳۴۴–۱۳۸۳ بیش از چهل نمایشگاه گروهی در داخل و خارج از ایران برگزار کرد.

## خانواده
نامی پتگر، برادر بزرگ‌تر نیما نیز نقاش بود. مانی پتگر، برادر کوچک‌تر او در زمینه سینما و عکاسی فعالیت دارد.

## سبک آثار
وی همچون برادر بزرگتر، نامی و تحت تأثیر پدر، نقاشی را به شیوه رئالیستی رایج در دهه سی خورشیدی آغاز کرد، اما در ادامه و به ویژه پس از تحصیل در فرهنگستان هنرهای زیبای رم به سبک و شیوه‌هایی مدرن و انتزاعی‌تر روی آورد. این دگردیسی در آثار برادر بزرگترش هم دیده می‌شود. مضامین تاریخ و اسطوره و پدیده‌های هستی با درونمایه‌های فلسفی از مشخصه‌های آثار نیما پتگر است.

به گفته عباس مشهدی‌زاده نقاش و مجسمه‌ساز:
علی‌اصغر و جعفر پتگر از شاگردان مکتب رئالیستی کمال‌الملک بودند و نامی و نیما نیز نقاشی را با همین سبک آغاز کردند اما در ادامه مسیرهای متفاوتی را برگزیدند و به گمان من نیما پیشروتر هم بود.

## آثار
پتگر در مجامع هنری و رسانه‌ها حضور پررنگی نداشت اما سال‌ها آموزش نقاشی و مجسمه‌سازی و تولید آثار هنری و ارائه آثار در نمایشگاه‌های داخلی و خارجی جایگاه تأثیرگذار و ارزشمند او را در هنر ایران تثبیت کرد. پنج اثر نقاشی از نیما پتگر در موزه هنرهای معاصر تهران، یک اثر در موزه هنرهای معاصر آبادان قرار دارد و همچنین یک سردیس گچی به تاریخ ۱۳۵۱ امضاء شده در آکادمی هنرهای زیبای رم قرار دارد.
برخی از آثار وی نزد مجموعه‌داران داخل و خارج کشور است و برخی از آثار که شامل شاعر و نقاش و تابلوی دیگری از مجموعه ریشه‌ها و اثری از مجموعه صورت بزرگ‌ها و اثری دیگر از مجموعه تاریخ متعلق به موزه هنرهای معاصر تهران و تابلویی از مجموعه ریشه‌ها در موزه هنرهای معاصر آبادان نگهداری می‌شود.

## نمایشگاه‌ها
از نیما پتگر بیش از ۵۰ نمایشگاه گروهی و ۷ نمایشگاه انفرادی در فرهنگسراها و مراکز فرهنگی و موزه‌های داخل و خارج از کشور بر پا شده‌است.

## درگذشت
نیما پتگر بر اثر ایست قلبی در ۵ فروردین ۱۳۹۴ در سن ۶۸ سالگی در تهران درگذشت و در قطعه هنرمندان بهشت زهرا به خاک سپرده شد.